# Vincenzo Iacopino (giornalista)
Vincenzo Iacopino detto Enzo (Reggio Calabria, 23 ottobre 1948) è un giornalista italiano, dal 2010 fino al 16 marzo del 2017 presidente dell'Ordine dei giornalisti.

## Biografia
Inizia la carriera giornalistica come corrispondente dalla Calabria del Secolo d'Italia, nei primi anni settanta, e poi nella redazione romana . Giornalista professionista dal 1976, nel 1981 Iacopino è nominato vice capo redattore de Il Gazzettino presso la redazione romana. Nel 1989 passa al quotidiano Il Giorno come inviato speciale, per poi diventare nel 1994 capo della redazione romana de Il Mattino.
Dal 1994 al 2006 è stato a capo dell'Associazione stampa parlamentare, rieletto per quattro mandati.
Dal 2001 sino al 2010 è membro del Consiglio nazionale dell'Ordine dei giornalisti, partecipando dal 2004 al 2007 alla commissione ricorsi.
Nel 2007 è stato eletto segretario dell'Ordine dei giornalisti, e dal 2010 ne è stato presidente. Nel 2013 è rieletto presidente dell'ordine .
Nel giugno 2015 ha protestato contro le condizioni del concorso RAI di Bastia Umbra.
Nel dicembre 2015 ha denunciato l'"emergenza democratica" relativa allo sfruttamento economico dei giornalisti in Italia, chiedendo al premier Matteo Renzi di non dare contributi pubblici ai gruppi editoriali che non pagano dignitosamente i giornalisti. Ha affermato che l'Ordine dei giornalisti è l'unico ad opporsi alla politica della FIEG (Federazione Italiana Editori Giornali), e chiesto una legge che obblighi gli editori a documentare le retribuzioni dei dipendenti per poter accedere ai contributi pubblici.
Il 16 marzo 2017 si dimette dalla presidenza dell'Ordine dei Giornalisti.